# Jim Corcoran
Pour les articles homonymes, voir Corcoran.
Jim Corcoran, né en 1949 à Sherbrooke au Québec (Canada), est un auteur-compositeur-interprète québécois.
D'abord connu pour son travail folk avec Bertrand Gosselin dans le duo Jim et Bertrand, il a réorienté sa carrière au début des années 1980 pour devenir un artiste majeur sur la scène musicale au Québec.
Parallèlement à sa carrière musicale, Corcoran anime aussi des séries d'émissions à CBC Radio One, la radio anglaise de la Société Radio-Canada où il présente le Québec et sa culture à un auditoire canadien anglophone.
Au cours des années 2000, il réalise des collaborations avec le Cirque du Soleil. Bien que sa langue maternelle soit l'anglais, il chante régulièrement en français.

## Biographie
Né à Sherbrooke le 10 février 1949, il complète des études à l'Université Bishop en français et en philosophie et pratique la guitare pendant ses heures de loisirs.

### Jim et Bertrand
En 1972, il forme le duo Jim et Bertrand avec Bertrand Gosselin et commence à se produire dans les Cantons de l'Est. Pendant les années 1970, ce groupe est associé à la chanson folk québécoise.
À la dissolution du groupe en 1979, il entame une carrière solo dans le monde francophone. Le parcours de Jim Corcoran connaît toutefois une véritable ascension au milieu des années 1980.
En 1980, son album Têtu se fraye un chemin à travers les palmarès québécois pour remporter le Félix de l'Album folk de l'année 1981
En 1983, il lance l'album Plaisirs, qui rencontre à son tour une bonne réception.
En février 2005, alors qu'il a 56 ans, Jim Corcoran lance aussi l'album Pages Blanches. 

### Nouvelle carrière
En novembre 1998, il devient animateur de l'émission À propos à CBC Radio One, une des nombreuses chaînes de radio anglophone de la Société Radio-Canada. Il participe également à la pièce de théâtre Nelligan.

### Changement de son
En 1990, il reçoit un prix Félix de l'ADISQ pour la réalisation du disque Corcoran. En 1996, l'ADISQ lui décerne un autre prix Félix pour l'album de l'année, catégorie Folklore, qu'il n'a jamais accepté[réf. nécessaire].

### Collaboration avec le Cirque du Soleil
Corcoran collabore à l’écriture de paroles pour la musique de trois spectacles du Cirque du Soleil : Quidam, Kà et Wintuk. La pièce « Let Me Fall », écrite avec Benoît Jutras pour Quidam, a été popularisée par Josh Groban.

## Discographie
En solo 
- 1986 : Miss Kalabash
- 1990 : Corcoran
- 1994 : Zola à vélo
- 1996 : Portraits
- 2000 : Entre tout et moi
- 2005 : Pages blanches

Avec Jim et Bertrand :
- Jim Corcoran / Bertrand Gosselin - 1973 (sur le label Zodiaque)
- Île d'entrée - 1975
- La tête en gigue - 1977[4]
- Le meilleur de - 1978 (Les Disques Total Inc.)
- À l'abri de la tempête - 1979

## Vidéographie
- 1986 : Djeddhy Duvah (En chair et en os)
- 1986 : Perdus dans le même décor
- 1990 : C'est pour ça que je t'aime
- 1990 : Ton amour est trop lourd
- 1990 : Je me tutoie
- 1990 : La Nostalgie
- 1990 : Le Boogie
- 1994 : L'Amour n'est pas éternel
- 2001 : On s'est presque touché
- 2001 : J'vais changer le monde
- 2002 : Mme Poupart
- 2005 : Éloge du doute
- 2007 : Docteur Gamache

## Lauréats et nominations

### Gala de l'ADISQ

#### artistique
| Année | Catégorie                                            | Pour | Résultat   |
| ----- | ---------------------------------------------------- | --- | ---------- |
| 1981  | microsillon de l'année/folklore et traditionnel      | Têtu | lauréat    |
| 1987  | auteur et/ou compositeur de l'année                  | Jim Corcoran pour Perdus dans le même décor                                                               | nomination |
| 1987  | interprète masculin de l'année                       | Jim Corcoran                                                                                              | nomination |
| 1987  | microsillon de l'année - rock                        | Miss Kalabash                                                                                             | nomination |
| 1987  | spectacle de l'année - musique et chanson pop        | Jim Corcoran et le Kalabash Band                                                                          | nomination |
| 1987  | vidéoclip de l'année                                 | Perdus dans le même décor                                                                                 | nomination |
| 1988  | interprète masculin de l'année                       | Jim Corcoran                                                                                              | nomination |
| 1988  | vidéoclip de l'année                                 | En chair et en os                                                                                         | nomination |
| 1990  | auteur ou compositeur de l'année                     | Jim Corcoran                                                                                              | lauréat    |
| 1990  | interprète masculin de l'année                       | Jim Corcoran                                                                                              | nomination |
| 1990  | microsillon de l'année - pop-rock                    | Corcoran                                                                                                  | nomination |
| 1990  | vidéoclip de l'année                                 | Ton amour est trop lourd                                                                                  | nomination |
| 1991  | interprète masculin de l'année                       | Jim Corcoran                                                                                              | nomination |
| 1991  | spectacle de l'année - pop-rock                      | Corcoran                                                                                                  | nomination |
| 1991  | vidéoclip de l'année                                 | C'est pour ça que je t'aime                                                                               | nomination |
| 1992  | spectacle de l'année - auteur-compositeur-interprète | Les liaisons acoustiques                                                                                  | nomination |
| 1994  | auteur ou compositeur de l'année                     | Jim Corcoran                                                                                              | nomination |
| 1994  | interprète masculin de l'année                       | Jim Corcoran                                                                                              | nomination |
| 1994  | vidéoclip de l'année                                 | Ils se font des signes                                                                                    | nomination |
| 1995  | interprète masculin de l'année                       | Jim Corcoran                                                                                              | nomination |
| 1996  | album de l'année - folk                              | Portraits                                                                                                 | lauréat    |
| 2001  | album de l'année - folk contemporain                 | Entre tout et moi                                                                                         | nomination |
| 2001  | auteur ou compositeur de l'année                     | Jim Corcoran                                                                                              | nomination |
| 2001  | interprète masculin de l'année                       | Jim Corcoran                                                                                              | nomination |
| 2005  | album de l'année - folk contemporain                 | Pages blanches                                                                                            | nomination |
| 2012  | auteur ou compositeur de l'année                     | Marie-Pierre Arthur, Jim Corcoran, Gaële et François Lafontaine pour Aux alentours de Marie-Pierre Arthur | nomination |

#### industriel
| Année | Catégorie                            | Pour | Résultat   |
| ----- | ------------------------------------ | --- | ---------- |
| 1987  | producteur de spectacle de l'année   | Jim Corcoran pour Pierre Verville de Pierre Verville                                                       | nomination |
| 1990  | réalisateur de disque de l'année     | Jim Corcoran et Carl Marsh pour Corcoran de Jim Corcoran                                                   | lauréat    |
| 1991  | réalisateur de vidéoclips de l'année | Jim Corcoran, Barry Gravel, Gaétan Huot et Maryse Raymond pour C'est pour ça que je t'aime de Jim Corcoran | nomination |
| 1991  | scripteur de spectacles de l'année   | Jim Corcoran pour Corcoran de Jim Corcoran                                                                 | lauréat    |
| 1992  | scripteur de spectacles de l'année   | Jim Corcoran pour Les liaisons acoustiques de Jim Corcoran                                                 | nomination |
| 1995  | scripteur de spectacles de l'année   | Jim Corcoran pour Jim Corcoran de Jim Corcoran                                                             | nomination |
| 1996  | réalisateur de disque de l'année     | Jim Corcoran et Carl Marsh pour Portraits de Jim Corcoran                                                  | nomination |
| 2001  | scripteur de spectacles de l'année   | Jim Corcoran pour Entre tout et moi de Jim Corcoran                                                        | lauréat    |
| 2005  | scripteur de spectacles de l'année   | Jim Corcoran pour Pages blanches de Jim Corcoran                                                           | nomination |

### Autres prix
- 1978 : Meilleur disque Folk, festival de Jazz de Montreux - La Tête en Gigue (avec Jim et Bertrand)

- 1981 : Disque d'Or (50 000 copies écoulées au Canada) - La Tête en Gigue[17] (avec Jim et Bertrand)

- 1984: Prix de la meilleure chanson francophone pour «J'ai fait mon chemin seul» au festival de Spa (Belgique)
- 2022:  Officier de l'Ordre du Canada[18]

## Voir également